# Qui, Quo, Qua e la "pesante" sconfitta
Qui, Quo, Qua e la "pesante" sconfitta (Bad Day for Troop 'A') è una storia a fumetti scritta da Carl Barks e disegnata da Tony Strobl e pubblicata nel 1971. Fa parte della serie di storie che Barks, insieme a Siegel, realizzò per il periodico della Western Publishing e incentrati sulle Giovani Marmotte e narra delle vicende della squadra "A", quella capitanata da Qui, Quo, Qua, che affronta insieme alla squadra rivale, la "K", un delicato salvataggio.
Come altre sceneggiature di Barks dell'epoca, anche questa ha avuto una nuova versione disegnata da Daan Jippes, l'artista olandese che nel corso degli anni novanta iniziò a recuperare queste brevi storie e pubblicata in Italia come Le Giovani Marmotte - Brutta giornata per la squadra "A".

## Storia editoriale
Venne pubblicata originariamente su Huey, Dewey and Louie Junior Woodchucks n. 8 del gennaio 1971.
La nuova versione di Jippes venne pubblicata sul periodico olandese Donald Duck il 14 febbraio 1992; è composta da sei tavole. Venne pubblicata fra gli anni novanta e duemila in vari paesi stranieri.

## Trama
La squadra "A" e la squadra "K" sono in competizione fra loro fino a quando non occorre intervenire per salvare gli artisti di un circo il cui aereo è caduto in un  bosco. Ritrovato l'aereo, la squadra "A" affronterà il salvataggio della donna cannone, finendo poi per venire recuperata dai soccorsi grazie alle informazioni della squadra "K".